# Fay-aux-Loges
Fay-aux-Loges [fɛ o lɔʒ] ist eine französische Gemeinde im Département Loiret in der Region Centre-Val de Loire. Sie hat 3846 Einwohner (Stand: 1. Januar 2022), die sich Fayciens nennen. Fay-aux-Loges gehört zum Arrondissement Orléans und zum Kanton Châteauneuf-sur-Loire.

## Geographie

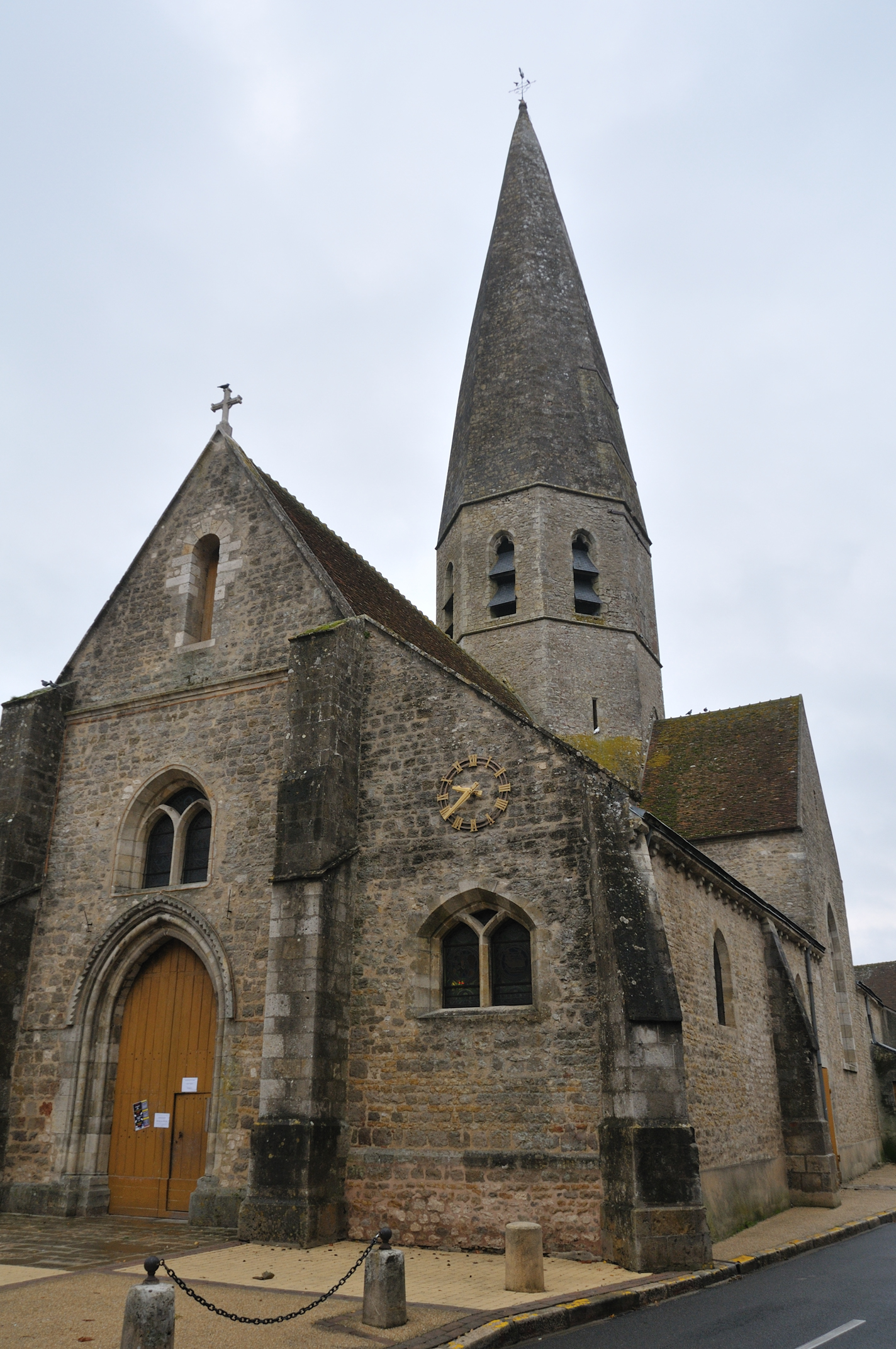
Kirche Notre-Dame

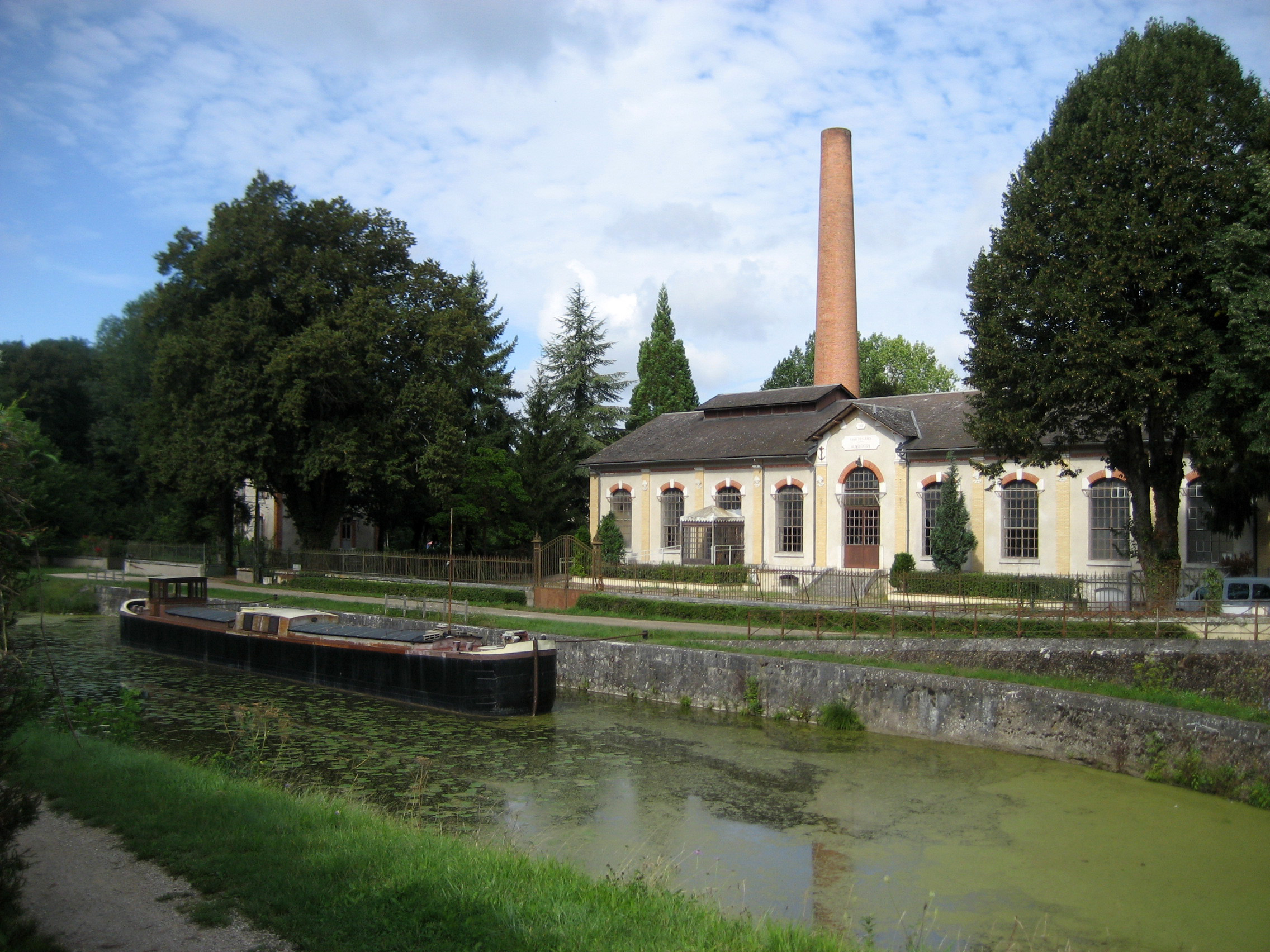
Ehemaliges Kraftwerk am Canal d’Orléans

Fay-aux-Loges liegt am ehemaligen Schifffahrtskanal Canal d’Orléans, in den hier der Cens mündet. Umgeben wird Fay-aux-Loges von den Nachbargemeinden Traînou im Norden und Nordwesten, Sully-la-Chapelle im Norden und Nordosten, Vitry-aux-Loges im Osten, Saint-Denis-de-l’Hôtel im Süden sowie Donnery im Westen und Südwesten.

## Bevölkerungsentwicklung
| 1962 | 1968 | 1975 | 1982 | 1990 | 1999 | 2006 | 2011 | 2018 |
| ---- | ---- | ---- | ---- | ---- | ---- | ---- | ---- | ---- |
| 1601 | 1635 | 1662 | 2135 | 2597 | 3023 | 3104 | 3383 | 3755 |

## Sehenswürdigkeiten
- Kirche Notre-Dame aus dem 11. Jahrhundert mit Turm aus dem 13. Jahrhundert
- Schleusenanlage am Canal d’Orleans
- Kraftwerk für die Stromerzeugung zum Antrieb der Pumpen der Wasserversorgung des Canal d’Orleans (von 1911 bis 1922 in Betrieb, Monument historique)[1]
- Natura2000-Gebiet des Forêt d’Orléans

## Gemeindepartnerschaft
Mit der italienischen Gemeinde Radicofani in der Provinz Siena (Toskana) besteht seit 2013 eine Partnerschaft.

## Persönlichkeiten
- Jan Van Beers (1852–1927), belgischer Maler, in Fay-aux-Loges verstorben
- Lucien Nonguet (1869–1955), französischer Regisseur, in Fay-aux-Loges verstorben